# Ernst Riedlsperger
Ernst Riedlsperger (ur. 9 kwietnia 1961 w Zell am See) – austriacki narciarz alpejski, wicemistrz świata.

## Kariera
Pierwsze punkty w zawodach w zawodach Pucharu Świata zdobył 4 stycznia 1981 roku w Ebnat-Kappel, zajmując trzynaste miejsce w gigancie. Nigdy nie stanął na podium zawodów tego cyklu, najlepszy wynik osiągając 8 grudnia 1981 roku w Aprica, gdzie rywalizację w tej konkurencji zakończył na szóstej pozycji. Najlepsze wyniki osiągnął w sezonie 1984/1985, kiedy to zajął 45. miejsce w klasyfikacji generalnej.
Jego największym sukcesem jest srebrny medal w kombinacji alpejskiej wywalczony podczas mistrzostw świata w Bormio w 1985 roku. W zawodach tych rozdzielił na podium dwóch Szwajcarów: Pirmina Zurbriggena i Thomasa Bürglera. Był to jego jedyny medal wywalczony na międzynarodowej imprezie tej rangi. Był też między innymi ósmy w kombinacji na rozgrywanych trzy lata wcześniej mistrzostwach świata w Schladming. Nigdy nie wystąpił na igrzyskach olimpijskich. W latach 1987 i 1988 był mistrzem Austrii w kombinacji.
W 1988 roku zakończył karierę.

## Osiągnięcia

### Mistrzostwa świata
| Miejsce | Dzień     | Rok  | Miejscowość | Konkurencja | Czas biegu | Strata     | Zwycięzca         |
| ------- | --------- | ---- | ----------- | ----------- | ---------- | ---------- | ----------------- |
| 8.      | 5 lutego  | 1982 | Schladming  | Kombinacja  | 12,64 pkt  | +48,49 pkt | Michel Vion       |
| 2.      | 5 lutego  | 1985 | Bormio      | Kombinacja  | 7,67 pkt   | +30,17 pkt | Pirmin Zurbriggen |
| DNF     | 10 lutego | 1985 | Bormio      | Slalom      | 1:38,82    | –          | Jonas Nilsson     |

### Puchar Świata

#### Miejsca w klasyfikacji generalnej
- sezon 1981/1982: 60.
- sezon 1984/1985: 45.

#### Miejsca na podium w zawodach PŚ
Riedelsperger nigdy nie stanął na podium zawodów pucharowych.